# Marion (Karolina Północna)
Marion – miasto w Stanach Zjednoczonych, w stanie Karolina Północna, w hrabstwie McDowell.